# Мохлос
Мохлос (греч. Μόχλος) — необитаемый остров в Греции, в заливе Мирабелон на востоке Крита, рядом с одноименной деревней. В бронзовом веке был полуостровом.
Раскопки на острове проводил в 1908 году американский археолог Ричард Сигер (Richard Seager). Он обнаружил в западной части острова кладбище и гробницы, относящиеся к додворцовому периоду минойской цивилизации, от раннеминойского периода EM II до среднеминойского периода MM IA. Среди находок — серебряная цилиндрическая печать, вотивные предметы, каменные вазы, золотые украшения.
В южной части острова — руины большого поселения. Ранние постройки относятся к среднеминойскому периоду MM IB, поздние, в том числе крупное трехэтажное здание, — к позднеминойскому периоду LM IB.
На северной стороне острова — руины укреплений, относящихся к римскому и византийским периодам. Постройки выполнены из стеатита, мрамора, гипса и известняка.
В 1971 году раскопки продолжили под руководством греческого археолога Костиса Давараса (Κωστής Δαβάρας), были найдены золотые украшения раннеминойского периода. В 1986 году проводились раскопки на месте кладбища позднеминойского периода. В 1989—1994 годах раскопки проводились под совместным руководством американского археолога Джеффри Солеса (Jeffrey Soles) и Костиса Давараса.

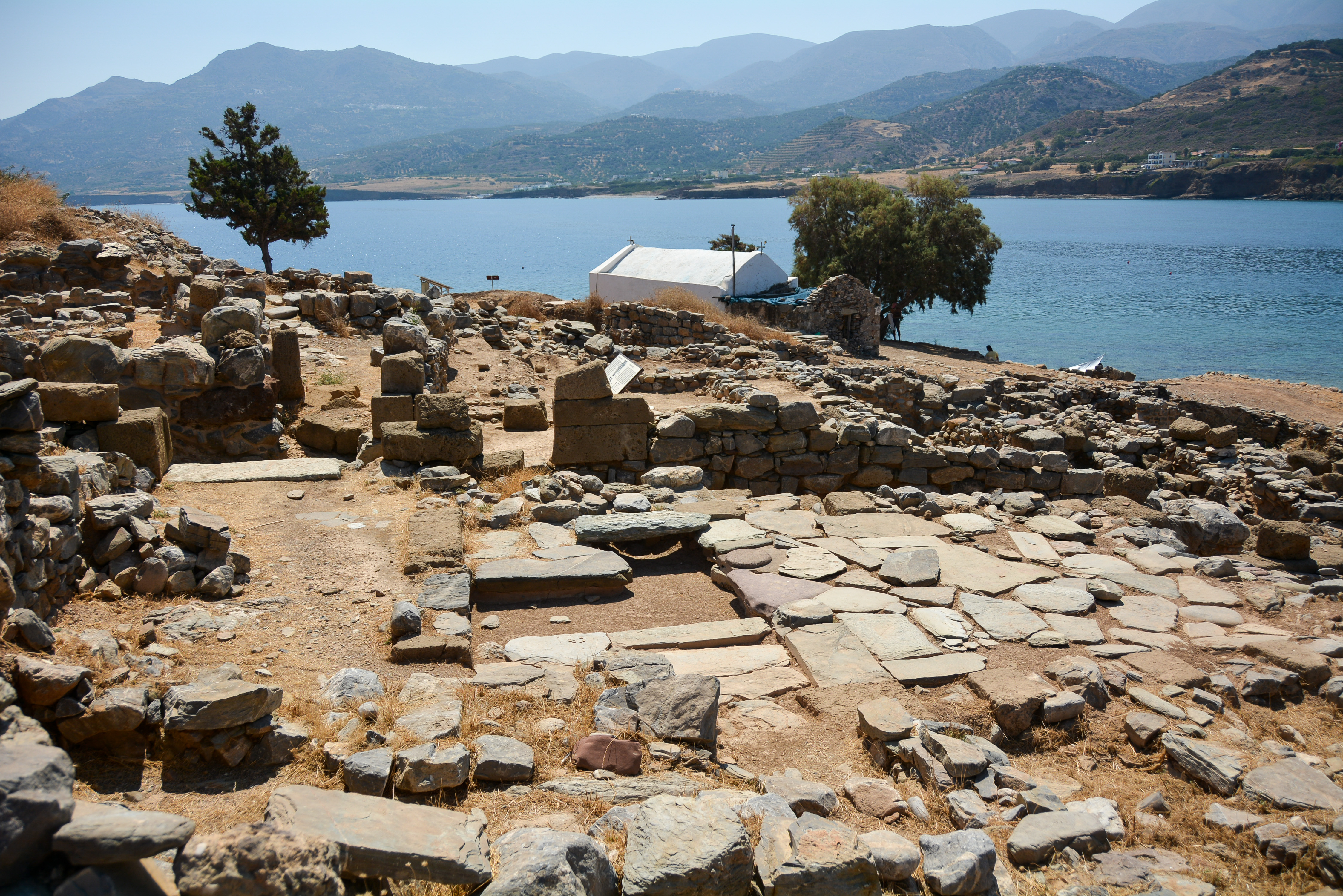
Руины минойского поселения на Мохлосе
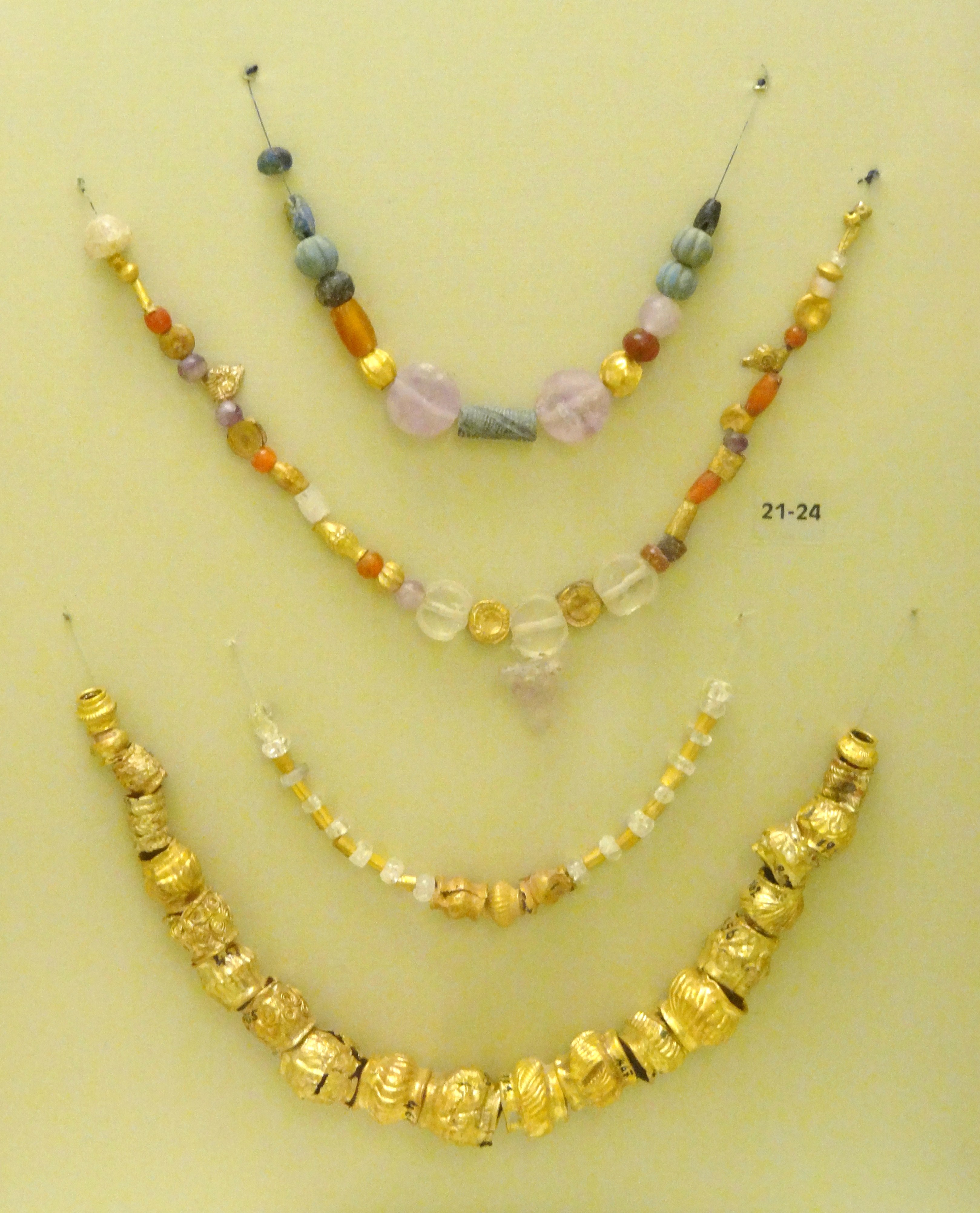
Минойские золотые украшения из Мохлоса и Платанеса. XXVI—XVI вв. до н. э.. Археологический музей Ираклиона
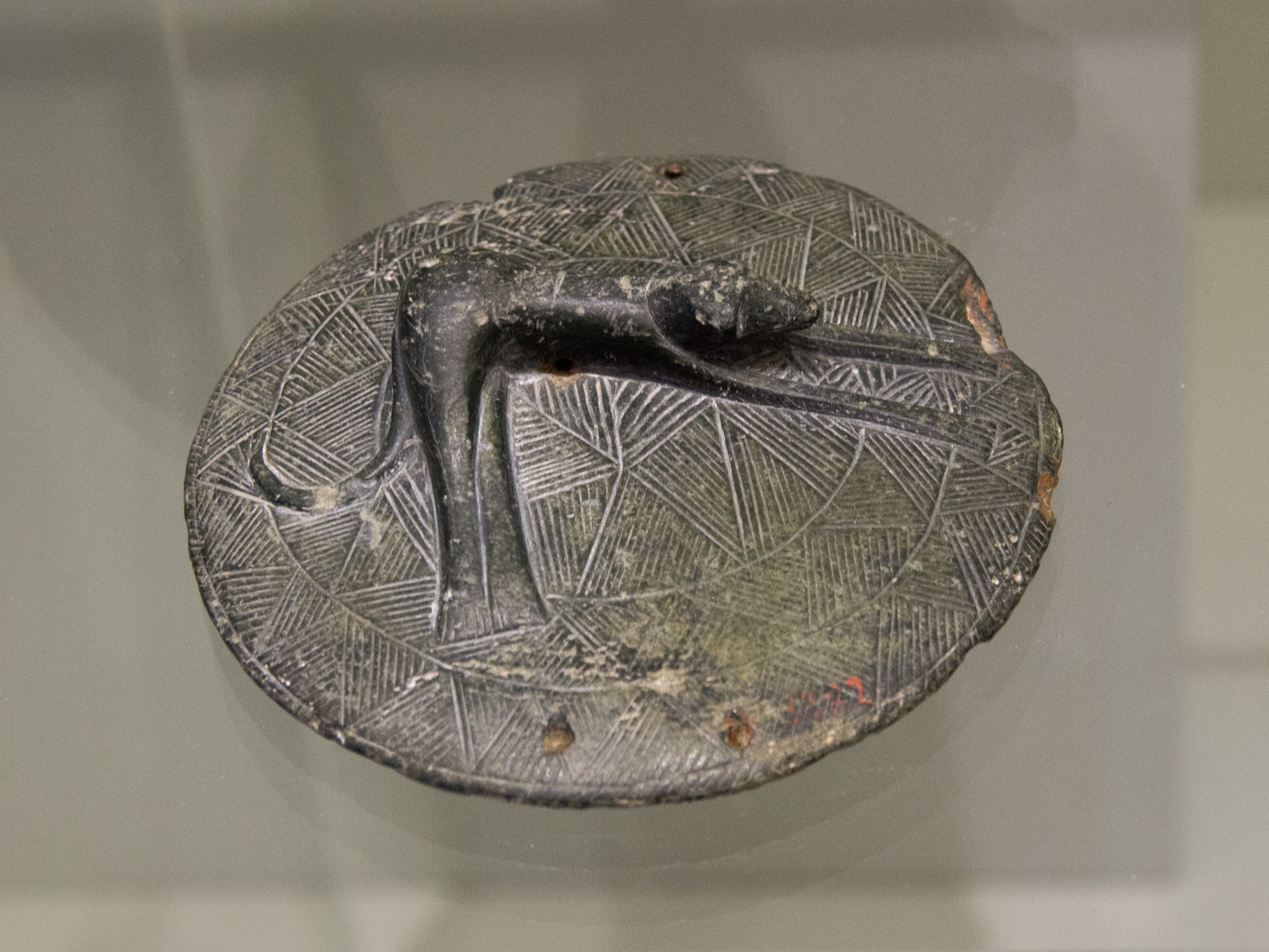
Крышка пиксиды с изображением собаки с острова Мохлос. Ок. 2400 г. до н. э. Археологический музей Ираклиона